# Titularbistum Teos
Das Bistum Teos (lateinisch Dioecesis Teiensis) ist ein Titularbistum der römisch-katholischen Kirche.
Es geht zurück auf einen untergegangenen Bischofssitz in der antiken Stadt Teos, die in der römischen Provinz Asia (heute westliche Türkei) lag. Der Bischofssitz war der Kirchenprovinz Ephesos zugeordnet.
| Titularbischöfe von Teos |                                                |                                                     |                    |                    |
| Nr.                      | Name                                           | Amt                                                 | von                | bis                |
| 1                        | José Francisco Magdaleno                       | Weihbischof in Segovia (Spanien)                    | 15. Dezember 1728  | 24. September 1742 |
| 2                        | Paolo Bonavisa                                 |                                                     | 17. Dezember 1742  | 11. März 1743      |
| 3                        | Thomas Stritch                                 | Koadjutorbischof von Waterford und Lismore (Irland) | 18. Dezember 1743  | 20. Februar 1745   |
| 4                        | Anton Felix Ciurletti                          | Weihbischof in Salzburg (Österreich)                | 7. September 1744  | 5. Januar 1755     |
| 5                        | Edmund Maria Josef Graf Artz von und zu Vasegg | Weihbischof in Wien (Österreich)                    | 28. September 1778 | 3. März 1805       |
| 6                        | Jean Lambert de Hannotte                       |                                                     | 26. Juni 1805      |                    |
| 7                        | Tommaso Gomes de Almeida                       | Weihbischof in Goa (Indien)                         | 22. September 1879 | 9. August 1883     |
| 8                        | Marc Hudrisier CSSp                            | Apostolischer Vikar der Seychellen (Seychellen)     | 2. September 1890  | 14. Juli 1892      |
| 9                        | Henry Hanlon MHM                               | Apostolischer Vikar von Obernil (Uganda)            | 17. Juli 1894      | 18. August 1937    |
| 10                       | Vincent de Paul Wehrle OSB                     | emeritierter Bischof von Bismarck (USA)             | 11. Dezember 1939  | 2. November 1941   |
| 11                       | Edward Gerard Hettinger                        | Weihbischof in Columbus (USA)                       | 6. Dezember 1941   | 28. Dezember 1996  |